# Sanja Bogosavljević
Sanja Bogosavljević (cyr. Сања Богосављевић; ur. 28 czerwca 1979 w Belgradzie) – serbska piosenkarka.

## Lata młodości
Muzyką zaczęła zajmować się w ósmym roku życia, kiedy wystąpiła na festiwalu Zlatna Sirena, na którym otrzymała tytuł Złotej Syreny Belgradu. W wieku 10 lat wygrała festiwal Deca pevaju hitove. Później przez długi czas śpiewała w chórze dziecięcym Radia i Telewizji Belgrad. Ukończyła studia na Wydziale Muzyki uniwersytetu w Belgradzie w specjalności fortepian.

## Rozwój kariery
Była także członkinią zespołu Diva, natomiast później występowała w grupie Blah Blah, z którą w 2006 roku wzięła udział w serbskich eliminacjach do Konkursu Piosenki Eurowizji z utworem „Maler”. Zespół zajął 10. miejsce i zakwalifikował się do finału wspólnych eliminacji serbsko-czarnogórskich, w którym uplasował się na 22. pozycji. W 2007 roku zespół ponownie wziął udział w Beoviziji z piosenką „Ruski rulet”, jednakże odpadł w półfinale. W tym samym roku była wokalistką wspomagającą Mariji Šerifović podczas Konkursu Piosenki Eurowizji, zakończonego zwycięstwem Serbii. Po konkursie została jedną z założycielek zespołu Beauty Queens, z którym w tym samym roku zajęła drugie miejsce na festiwalu Sunčane Skale z piosenką „Pet na jedan” oraz drugie miejsce na festiwalu w Ochrydzie z utworem „Protiv srca”. W 2008 grupa zajęła trzecie miejsce na Beoviziji z piosenką „Zavet” oraz trzecie miejsce na festiwalu Sunčane Skale z utworem „Ti ili on”. W 2009 zespół wraz z Oscarem i Đorđe Marjanoviciem zajął 4. miejsce na Beoviziji z piosenką „Superstar”. Bogosavljević była również wokalistką wspomagającą zespół No Comment w piosenkach z pierwszej płyty tej grupy, Reci bar da sanjaš, wydanej w 2009 roku. W 2010 roku zespół Beauty Queens zajął ex aequo 4. miejsce na festiwalu Sunčane Skale z utworem „Dve iste”. W 2011 śpiewała w chórkach Niny Radojčić podczas Konkursu Piosenki Eurowizji. W 2015 była wokalistką wspomagającą Bojany Stamenov podczas Konkursu Piosenki Eurowizji. W 2017 śpiewała w chórkach Tijany Bogićević podczas Konkursu Piosenki Eurowizji.
W 2020 roku zgłosiła się do Beoviziji, serbskich preselekcji do Konkursu Piosenki Eurowizji, z utworem „Ne puštam”. 28 lutego wystąpiła jako siódma w pierwszym półfinale preselekcji, jednakże nie udało jej się awansować do finału.
W 2022 roku ponownie zgłosiła się do serbskich preselekcji eurowizyjnych, organizowanych tym razem pod nazwą Pesma za Evroviziju, z piosenką „Priđi mi”. Wystąpiła w nich jako pierwsza w pierwszym półfinale, jednakże nie zakwalifikowała się do finału.
Była wokalistką wspomagającą wielu muzyków z Serbii i krajów ościennych, m.in. Zdravko Čolicia, Dino Merlina, Dejana Cukicia, Željko Vasicia czy Hari Mata Hari.